# 20 sigarette
20 sigarette è un film del 2010 diretto da Aureliano Amadei, tratto dal romanzo Venti sigarette a Nassirya scritto dallo stesso Amadei con Francesco Trento.
Il film narra la vicenda autobiografica dello scrittore-regista, coinvolto nell'attentato del 12 novembre 2003 contro la base militare italiana di Nāṣiriya: «Ho cercato di raccontare l'umanità delle persone, anche dei militari, senza retorica. In Iraq mi ci sono trovato per caso e non ci tornerei mai», ha raccontato Amadei.

## Trama
Aureliano è un giovane che sogna il cinema. In attesa della vera occasione, si diletta facendo il filmmaker nei centri sociali, lontano dalle responsabilità degli adulti, finché il regista Stefano Rolla chiede a sua madre i fondi per girare un film ambientato in Iraq e gli propone il ruolo di assistente. Aureliano accetta frettolosamente la proposta contro il volere di tutti, genitori e amici, tra cui la sua ex Claudia, di cui è ancora innamorato.
All'indomani del suo arrivo a Nāṣiriya, si trova vittima di un attentato terroristico. Gravemente ferito riesce, diversamente dall'amico Rolla e dei militari della loro scorta, a scampare alla morte, venendo curato in un ospedale da campo dell'esercito statunitense, facendo ritorno a Roma dopo aver fumato l'ultima delle venti sigarette del pacchetto comprato prima della partenza.
Una volta rientrato in Italia viene ricoverato all'ospedale militare del Celio, dove è soggetto all'assalto dei giornalisti, in cerca di scoop, e anche alle fredde visite ufficiali, reagendo sdegnato alla ricostruzione ufficiale dell'attentato, di cui contesta la versione ufficiale data inizialmente alle stampe.
Due anni dopo, rimasto invalido alla gamba sinistra, soggetto a sordità all'orecchio sinistro e perseguitato dagli atroci ricordi della strage, che si manifestano attraverso attacchi di panico, trova il coraggio di raccontare la sua storia nel romanzo Venti sigarette a Nasiriyya, anche grazie al supporto di Claudia, nel frattempo divenuta madre di sua figlia.

## Distribuzione
Dopo la presentazione, nella sezione "Controcampo italiano" alla 67ª Mostra internazionale d'arte cinematografica di Venezia, il film è uscito nelle sale cinematografiche l'8 settembre 2010.

## Riconoscimenti
- 2011 - David di Donatello
  - Miglior produttore a Tilde Corsi, Gianni Romoli e Claudio Bonivento
  - Miglior montatore a Alessio Doglione
  - Migliori effetti speciali visivi a Rebel Alliance
  - Premio David Giovani ad Aureliano Amadei
  - Nomination Miglior regista esordiente a Aureliano Amadei
  - Nomination Miglior attore protagonista a Vinicio Marchioni
  - Nomination Migliore fotografia a Vittorio Omodei Zorini
  - Nomination Miglior sonoro a Mario Iaquone
- 2011 - Nastro d'argento
  - Migliore attrice non protagonista a Carolina Crescentini (ex aequo per Boris - Il film)[2]
  - Migliore sonoro in presa diretta a Mario Iaquone (ex aequo per Il gioiellino)[2]
  - Premio Guglielmo Biraghi a Vinicio Marchioni
  - Nomination Miglior regista esordiente a Aureliano Amadei
  - Nomination Miglior produttore a Tilde Corsi, Gianni Romoli e Claudio Bonivento
- 2011 - Globo d'oro
  - Miglior opera prima a Aureliano Amadei
- 2010 - Mostra internazionale d'arte cinematografica
  - Biografilm Lancia Award ad Aureliano Amadei
  - Premio Controcampo italiano ad Aureliano Amadei
  - Premio Controcampo italiano - Menzione speciale a Vinicio Marchioni
  - Kodak Award ad Aureliano Amadei
  - Premio Francesco Pasinetti - Miglior film ad Aureliano Amadei
  - Premio Francesco Pasinetti - Menzione speciale a Carolina Crescentini, Gianni Romoli, Giorgio Colangeli, Tilde Corsi, Vinicio Marchioni e Claudio Bonivento
  - Premio Arca CinemaGiovani - Miglior film italiano ad Aureliano Amadei
- 2010 - Festival del cinema di Salerno
  - Gran Trofeo Golfo di Salerno "Ignazio Rossi" ad Aureliano Amadei
- 2011 - Bari International Film Festival
  - Premio Francesco Laudadio alla miglior opera prima
- 2011 - Est Film Festival
  - Arco d'Argento - Premio del pubblico